# David Meyrick
Sir David John Charlton Meyrick, 4. Baronet (ur. 2 grudnia 1926 w Towcester, zm. 6 lutego 2004 w Pembroke) – brytyjski arystokrata i wioślarz, srebrny medalista olimpijski.
Studiował w Eton College oraz w Trinity Hall na Uniwersytecie Cambridge . Dwukrotnie startował w The Boat Race, w latach 1947 i 1948 odnosił zwycięstwa. Osada Cambridge z 1948 była pierwszą w historii, która wygrała Boat Race w czasie poniżej 18 minut. Rekord ten został pobity w 1974.
Wystąpił na igrzyskach olimpijskich w Londynie w 1948 roku, gdzie Brytyjczycy w składzie: Chris Barton, Michael Lapage, Guy Richardson, Paul Bircher, Paul Massey, Brian Lloyd, David Meyrick, Alfred Mellows i Jack Dearlove (sternik) wywalczyli srebrny medal w ósemkach. W finale o 10,2 sekundy przegrali z osadą Stanów Zjednoczonych, a o 3,4 sekundy wyprzedzili Norwegów. Był to jego jedyny start olimpijski.
Po zakończeniu kariery sportowej był aktywnym uczestnikiem życia społeczności lokalnej w Pembrokeshire.
Po śmierci ojca, Thomasa Meyricka, w 1983 roku został 4. Baronetem Meyrick.